# Herman Wold
Herman Ole Andreas Wold, född 25 december 1908 i Skien, Norge, död 16 februari 1992 i Uppsala domkyrkoförsamling, var en svensk statistiker och nationalekonom. 
Wold föddes i Norge men 1912 flyttade familjen till Sverige och Wold blev svensk medborgare.
Wold disputerade 1938 vid Stockholms högskola där han hade professor Harald Cramér som handledare. Hans doktorsavhandling tilldrog sig ett sådant intresse att den gavs ut i en andra upplaga 1954.
Åren 1942–1970 var Wold professor i statistik vid Uppsala universitet och 1970–1975 professor i samma ämne vid Göteborgs universitet. Han blev ledamot av Vetenskapsakademien 1960 och var medlem av priskommittén för Sveriges riksbanks pris i ekonomisk vetenskap till Alfred Nobels minne mellan 1968 och 1980.
Inom statistiken bidrog han med den ofta använda regressionsmetoden partial least squares (PLSR, eller bara PLS). Arbetet med PLS fördes vidare av hans son Svante Wold som menade att metoden egentligen borde kallats för projection to latent structures. PLS används ofta för multivariat regressionsanalys inom en rad områden som biometri, kemometri och neurovetenskap.
Herman Wold var från 1940 till sin död gift med Anna-Lisa Arrhenius. De var föräldrar till Svante Wold, Maria Wold-Troell och Agnes Wold. Herman Wold och Anna-Lisa Arrhenius-Wold är begravda på Södra begravningsplatsen i Lidköping.